# Chiesa dell'Annunziata (Foggia)
La chiesa dell'Annunziata, è un edificio di culto situato nei pressi della cattedrale di Foggia, che venne edificato per celebrare la messa quando la cattedrale non era disponibile. 
Eretta probabilmente nel XIV secolo, fu ampliata nella seconda metà del XVII secolo. La facciata è molto semplice e lineare, e si differenzia dall'interno, invece barocco. All'interno della chiesa è presente una tela, di autore ignoto, appartenente al tardo barocco, della Madonna che osserva l'angelo.